# Pickel (Werkzeug)

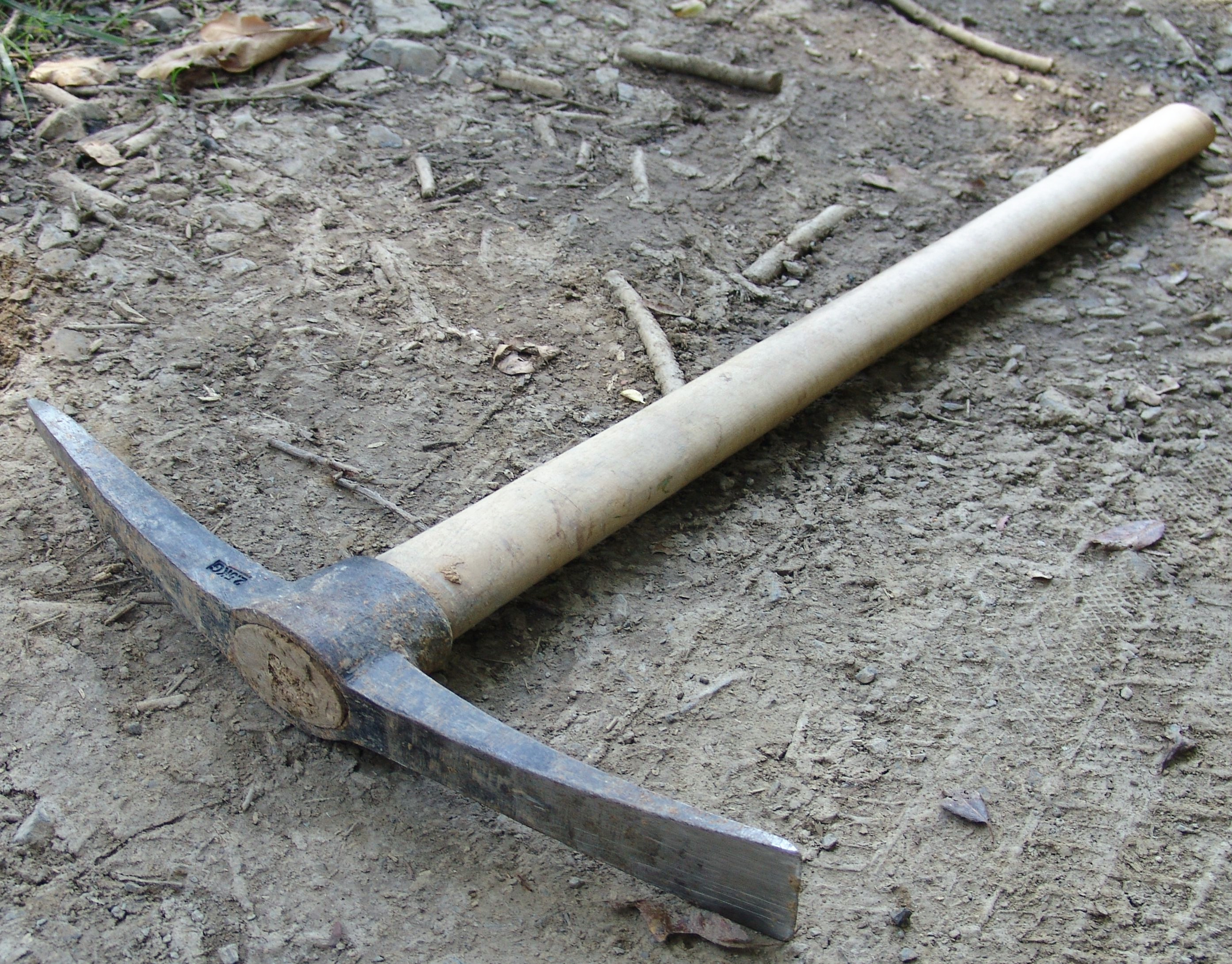
Gewöhnlicher Pickel (Flachspitzhacke)

Der Pickel, auch Picke, Spitzhacke, Pickhacke, auf Österreichisch-Deutsch auch Krampen genannt, ist ein Handwerkzeug mit zwei Spitzen, die paarig entgegengesetzt an einem Stiel ansetzen. Er dient zur Arbeit mit Stein als auch in der Erde, während die flache Hacke allein dem Arbeiten im Boden dient. Der Steinmetz bezeichnet sie als Zweispitz. Spitzhacken werden auf dem Bau vielfältig eingesetzt, sowohl zum Abbruch als auch als Hebelwerkzeug zum Anheben von Schachtdeckeln, Lösen und Bewegen von Steinen im Erdboden und ähnlichem.

## Bau und Funktion

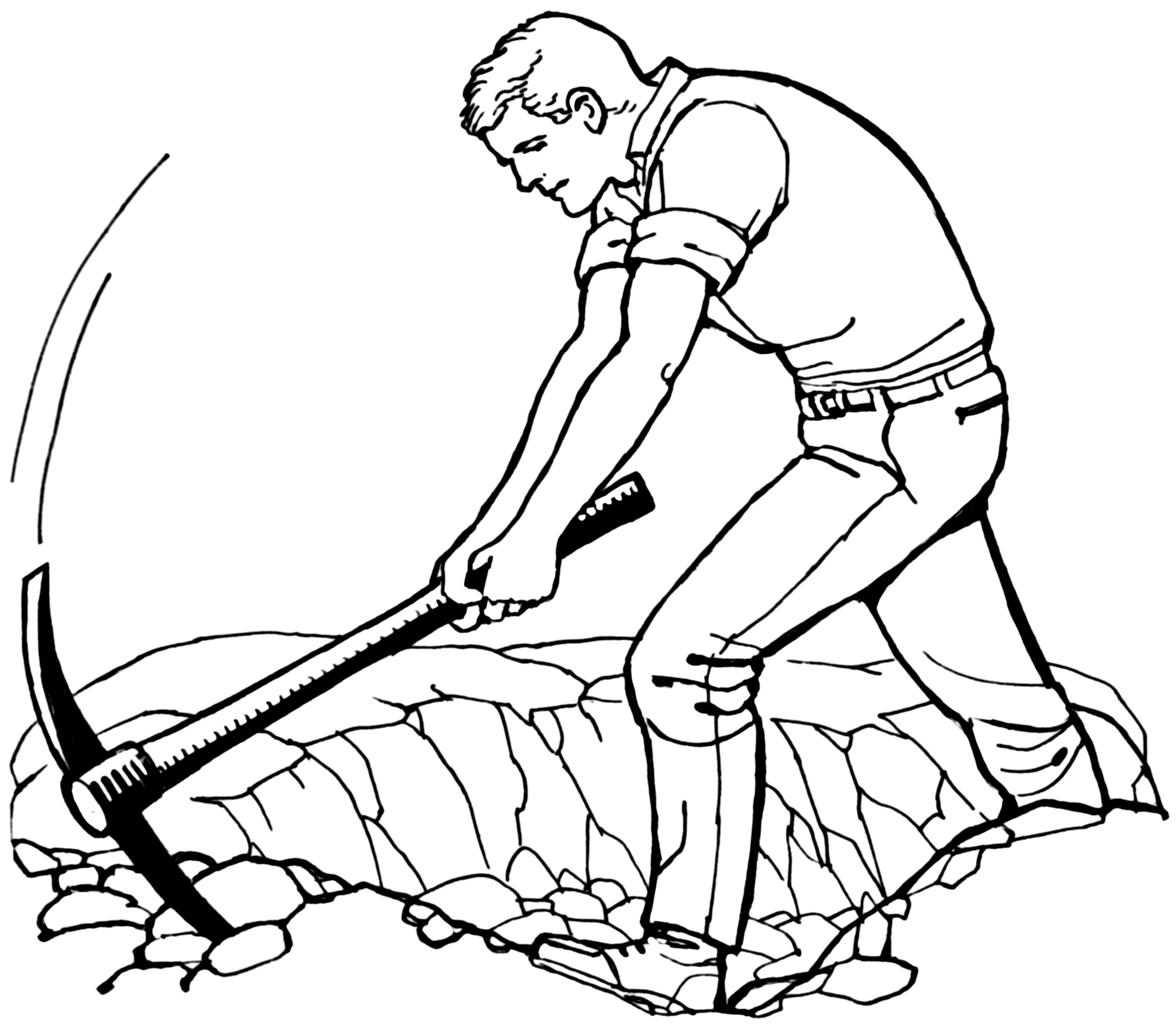
Flachspitzhacke, spitze Seite im Einsatz

Das historische Werkzeug besteht in kleineren Ausführungen aus einer meist metallenen Spitze, die auch leicht gekrümmt sein kann. Das moderne Werkzeug hat zwei einander gegenüber liegende Spitzen, die sich als ein Gegengewicht ergänzen. Der Werkzeugstiel ist je nach Anwendungsbereich von handspannen- bis zu zwei Meter lang und aus Eschenholz oder Buchenholz. Zur Schäftung siehe: Schäftung (Vor- und Frühgeschichte).
Der Pickel wird zum Aufschlagen von Eis, hartem Erdreich oder Stein verwendet, früher auch für Wagner- und Böttcherarbeiten. Der Impuls, der beim Schwingen des Werkzeugs entsteht, erhöht – in Kombination mit der kleinen Aufschlagfläche – die Fähigkeit, in das Material einzudringen. Der Pickel ist im Allgemeinen nicht zum Hebeln ausgelegt: Gehärtete Spitzen brechen dabei leicht aus.
Der Kreuzpickel hat zwei Spitzen, der Stiel setzt in der Mitte des eisernen Stückes an.
- Eine Mischform zwischen Pickel und Hacke/Harke ist die Flachspitzhacke mit einem spitzen und einem quergeschäfteten, abgeflachten Hackenblatt – sie wird als die „Spitzhacke“ schlechthin angesehen, obwohl die Bezeichnung unpräzise ist.
- Mischformen zwischen Pickel und Hammer sind der Pickhammer der Geologen sowie Bergeisen und Zweispitz der Steinbearbeitung.
- Der Eispickel gehört zur hochalpinen Ausrüstung.
- Ein prinzipiell ähnliches Werkzeug ist der Sapie der Forsttechnik.

Vor der Konstruktion von Baggern und anderen modernen Maschinen zur Erdbewegung und Erdbearbeitung waren Pickel zusammen mit Spaten, Schaufeln, und Schubkarren das Haupthandwerkszeug im Erdbau, etwa zum Ausheben von Baugruben, Gräben und Kanälen oder der Erdgewinnung für Dämme und Rampen sowie beim Ausgraben von Wurzelstöcken.

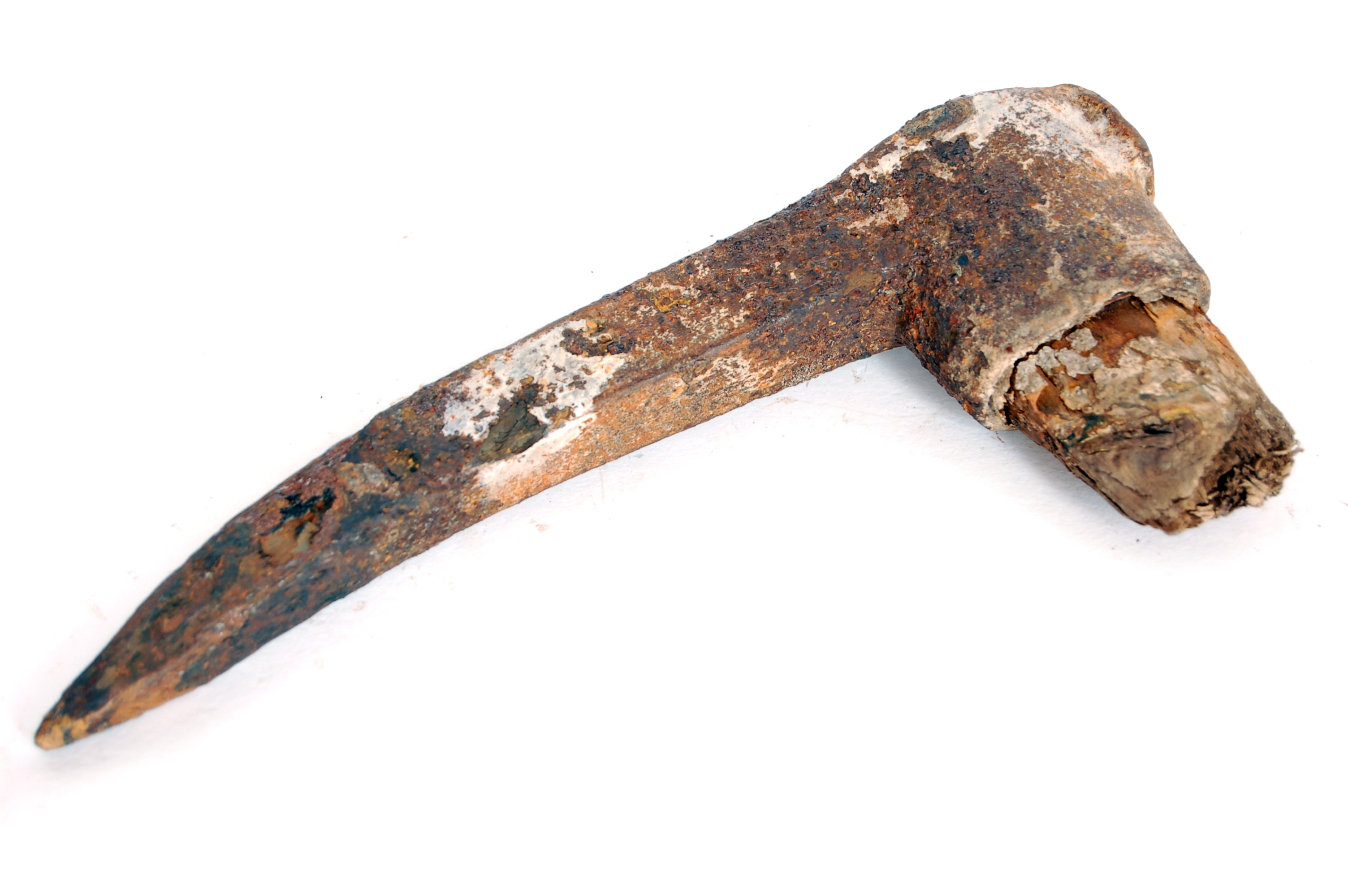
Keilhaue – historisch im Bergbau gebräuchlich
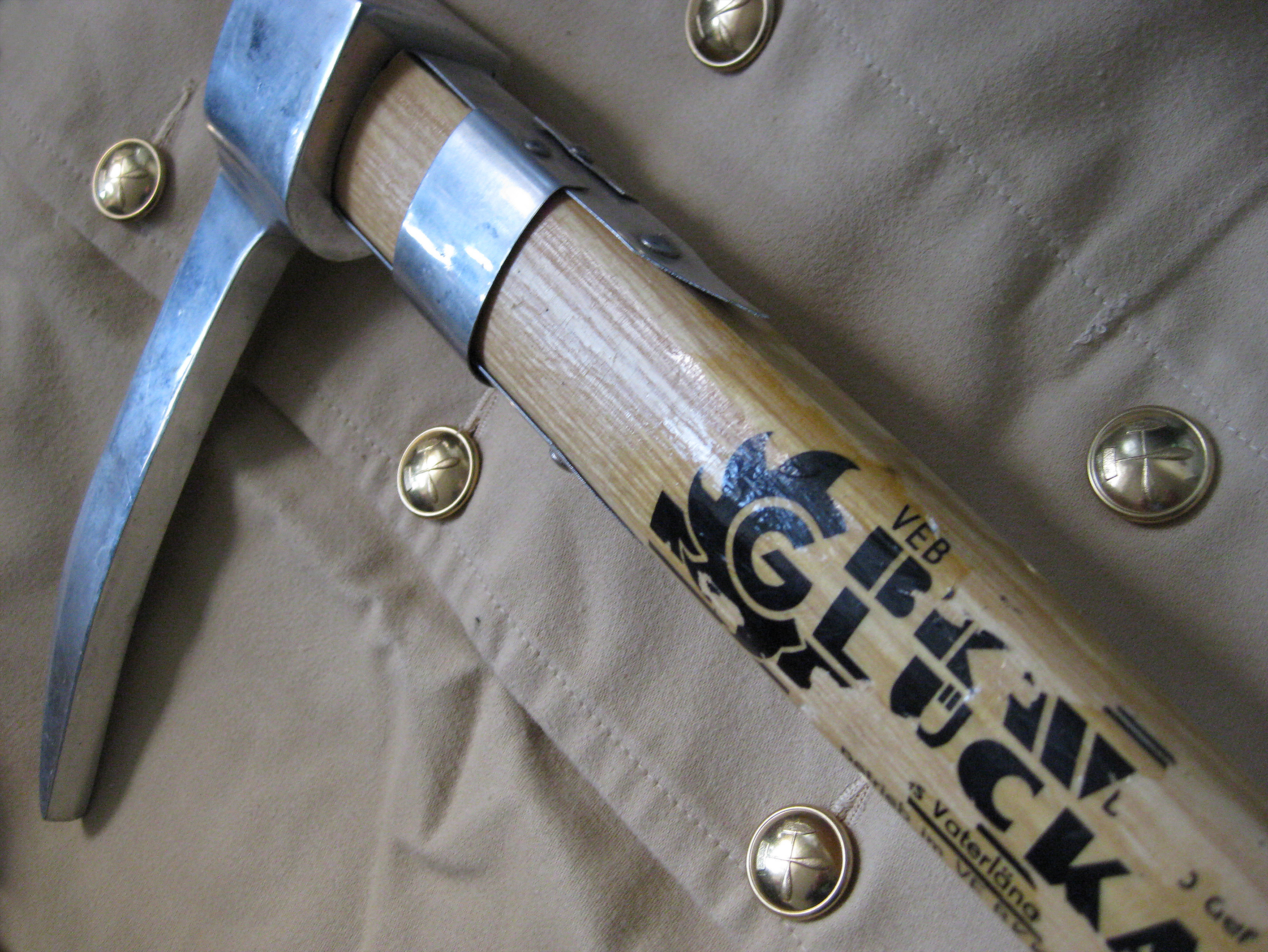
Keilhaue – als Ehrenzeichen – bei Bergparaden gebräuchlich
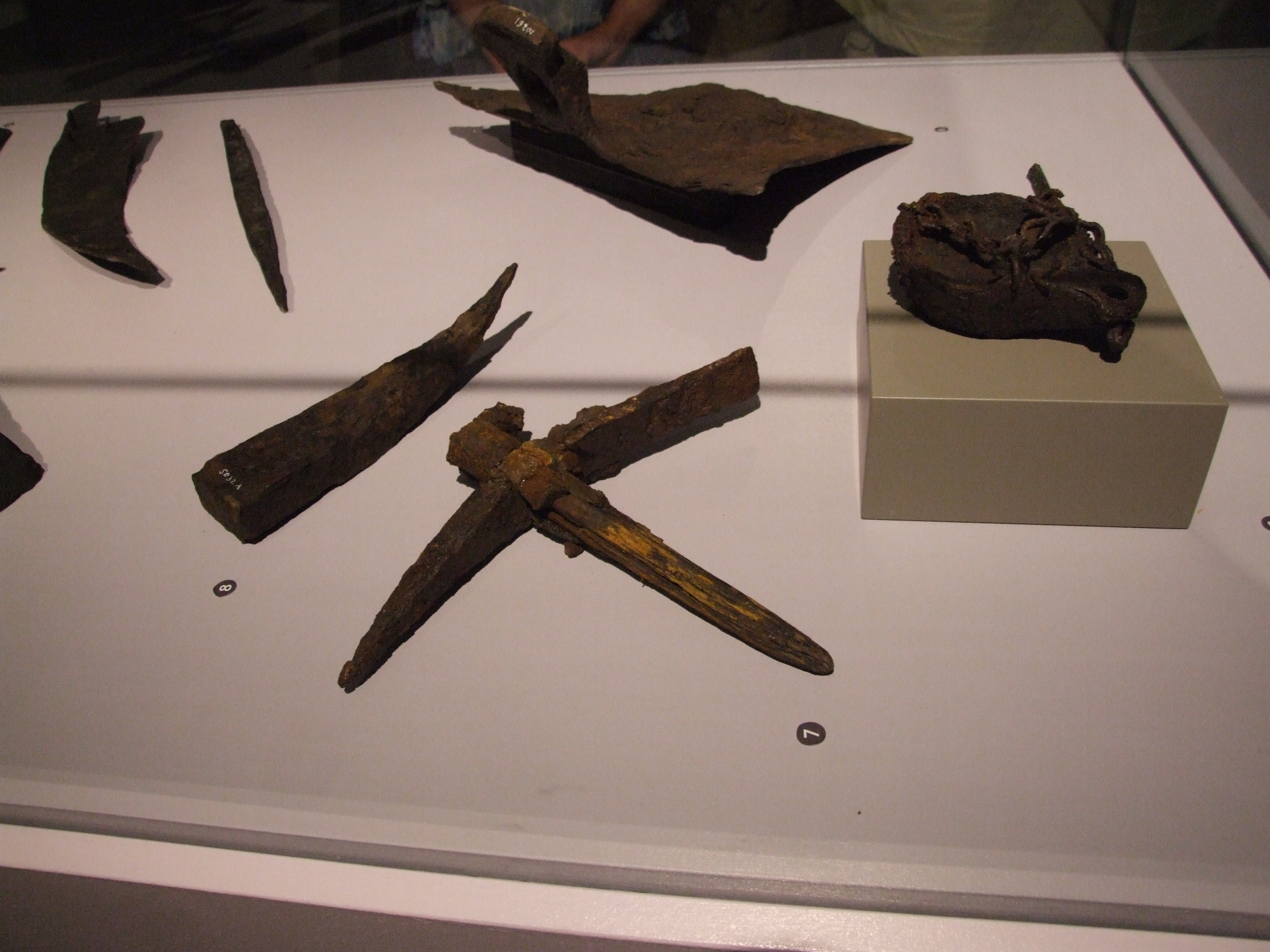
Flachspitzhacke (vorne, 7) und Pickel (8) aus Pompeji, 79 n. Chr.
Pickhacke und Spaten (belegt mit einem Rad, Wappen von Möglingen)